# Christian 4.s børn
Christian 4. (født 12. april 1577, død 28. februar 1648) fik mindst 23 børn med sine ægtefæller og elskerinder. Heraf fik fem af børnene efternavnet Gyldenløve.

## Oversigt
| Navn                             | Født                             | Død                              | Bemærkninger |
| Med Anna Cathrine af Brandenburg | Med Anna Cathrine af Brandenburg | Med Anna Cathrine af Brandenburg | Med Anna Cathrine af Brandenburg                                                                                |
| -------------------------------- | -------------------------------- | -------------------------------- | --- |
| Frederik af Danmark              | 15. august 1599                  | 9. september 1599                | |
| Christian                        | 10. april 1603                   | 2. juni 1647                     | Udvalgt prins Gift 5. oktober 1634 med Prinsesse Magdalena Sibylla af Sachsen                                   |
| Sophie                           | 4. januar 1605                   | 7. september 1605                | |
| Elisabeth                        | 16. marts 1606                   | 24. oktober 1608                 | |
| Frederik 3.                      | 18. marts 1609                   | 9. februar 1670                  | Konge af Danmark og Norge 1648–1670 Gift 18. oktober 1643 med Hertuginde Sophie Amalie af Braunschweig-Lüneburg |
| Ulrik                            | 2. februar 1611                  | 12. august 1633                  | Administrator af Fyrstbispedømmet Schwerin 1624–1629                                                            |
| Med Kirsten Madsdatter           |                                  |                                  | |
| Christian Ulrik Gyldenløve       | 3. februar 1611                  | 6. oktober 1640                  | |
| Med Karen Andersdatter           |                                  |                                  | |
| Dorothea Elisabeth Gyldenløve    | 1613                             | 1615                             | |
| Hans Ulrik Gyldenløve            | 10. marts 1615                   | 31. januar 1645                  | Gift 10. oktober 1641 med Regitze Grubbe                                                                        |
| Med Kirsten Munk                 |                                  |                                  | |
| Anne Cathrine                    | 10. august 1618                  | 20. august 1633                  | Gift med rigshofmester Frants Rantzau                                                                           |
| Sophie Elisabeth                 | 20. september 1619               | 29. april 1657                   | Gift 10. oktober 1634 med Christian von Pentz                                                                   |
| Leonora Christina                | 8. juli 1621                     | 16. marts 1698                   | Gift 9. oktober 1636 med rigshofmester Corfitz Ulfeldt                                                          |
| Valdemar Christian               | 26. juni 1622                    | 29. februar 1656                 | |
| Elisabeth Augusta                | 28. december 1623                | 9. august 1677                   | Gift 1639 med rigsråd Hans Lindenov                                                                             |
| Frederik Christian               | 26. april 1625                   | 17. juli 1627                    | |
| Christiane                       | 15. juli 1626                    | 1670                             | Gift 6. november 1642 med rigsskatmester Hannibal Sehested, statholder i Norge                                  |
| Hedevig                          | 15. juli 1626                    | 5. oktober 1678                  | Gift 6. november 1642 med Ebbe Ulfeldt                                                                          |
| Maria Cathrine                   | 29. maj 1628                     | 1. september 1628                | |
| Dorothea Elisabeth               | 1. september 1629                | 18. marts 1687                   | |
| Med Vibeke Kruse                 |                                  |                                  | |
| Ulrik Christian Gyldenløve       | 7. april 1630                    | 11. december 1658                | |
| Elisabeth Sofie Gyldenløve       | ca. 26. november 1633            | 20. januar 1654                  | Gift 18. juni 1648 med Claus Ahlefeldt                                                                          |

## Dronning Anna Cathrine
Christian 4. og Anna Cathrine af Brandenburg (1575-1612) blev gift den 28. november 1597. De fik seks børn. Alle er begravet i Roskilde Domkirke.

Frederik af Danmark (født 15. august 1599, død 9. september 1599) var Christian 4.'s førstefødte søn. Han døde som spæd.

Christian (født 10. april 1603, død 2. juni 1647) skulle oprindeligt have overtaget tronen efter sin far, idet han i 1610 blev hyldet som udvalgt prins, imidlertid døde han et år inden sin far, så han nåede aldrig at blive konge.

Sophie af Danmark (født 1605, død 1605) døde som spæd.

Elisabeth af Danmark (født 1606, død 1608) blev kun 2 år.

Frederik III (født 18. marts 1609, død 9. februar 1670) var konge af Danmark-Norge fra 1648 til 1670. 

Hertug Ulrik (født 2. februar 1611, død 12. august 1633) var administrator i Schwerin fra 1624 til 1629.

## Kirsten Madsdatter
Christian 4. og Kirsten Madsdatter (død 1613) fik et barn.

Christian Ulrik Gyldenløve (født 3. februar 1611, død 6. oktober 1640) var en dansk officer og diplomat.

## Karen Andersdatter
Christian 4. og Karen Andersdatter (død 1673) fik to (måske tre) børn.

Dorothea Elisabeth Gyldenløve (født 1613, død 1615) blev kun 2 år.

Hans Ulrik Gyldenløve (født 10. marts 1615, død 31. januar 1645) var en lensmand og underadmiral. Fra 1641 og frem til sin død var han kommandant af Kronborg.

## Kirsten Munk
Christian 4. og Kirsten Munk (1598–1658) var "gift til venstre hånd" (fra 1615, til 1628). De fik tolv børn, hvoraf to var dødfødte.

Anne Cathrine Rantzau (født 10. august 1618, død 20. august 1633). Komtesse af Slesvig-Holsten, blev gift med rigsråd og rigshofmester Frands Rantzau (1604–1632). Begravet i Roskilde Domkirke.

Sophie Elisabeth Pentz (født 20. september 1619, død 29. april 1657). Komtesse af Slesvig-Holsten. Hun blev som spæd i 1620 forlovet med Christian von Pentz (1600-1651) og de blev gift den 10. oktober 1634.

Leonora Christina Ulfeldt (født 8. juli 1621, død 16. marts 1698). Komtesse af Slesvig-Holsten. Hun blev som 15-årig, den 9. oktober 1636, gift med rigsgreve og rigshofmester Corfitz Ulfeldt (1606-1664).

Valdemar Christian (født 26. juni 1622, død 29. februar 1656). Greve til Slesvig-Holsten. Ejer af Valdemars Slot på Tåsinge, der er opkaldt efter ham.

Elisabeth Augusta Lindenov (født 1623, død 1677). Komtesse af Slesvig-Holsten. Gift med Hans Lindenov (1616-1659) den 27. oktober 1639.

Frederik Christian (født 1625, død 1627) blev kun 2 år. Begravet i Roskilde Domkirke.

Christiane Sehested (født 15. juli 1626, død 1670). Komtesse af Slesvig-Holsten. Som 10-årig i 1636 blev hun forlovet med Hannibal Sehested (1609-1666), og de blev gift den 6. november 1642.

Hedevig Ulfeldt (født 15. juli 1626, død 5. oktober 1678). Komtesse af Slesvig-Holsten. Hun blev gift med Ebbe Ulfeldt (1616-1682) den 6. november 1642.

Marie Cathrine Christiansdatter (født 1628, død 1628) døde som spæd. Begravet i Roskilde Domkirke.

Dorothea Elisabeth Christiansdatter (født 1. september 1629, død 18. marts 1687). Hun omtales som den kasserede frøken, idet Christian 4. mistænkte Kirsten Munk for at have en affære med Otto Ludvig af Salm (1597–1634). Dorothea Elisabeth indtrådte i et augustinerkloster i Köln i 1646.

## Vibeke Kruse
Christian 4. og Vibeke Kruse (c.1609–1648) fik to børn.

Ulrik Christian Gyldenløve (født 7. april 1630, død 11. december 1658) var generalløjtnant og havde den delvise kommando over Danmarks hær under Karl Gustav-krigen. Da svenskerne stormede Kalvebod Strand i København, var Ulrich Christian allerede død af malaria.

Elisabeth Sofie Gyldenløve (født ca. 26. november 1633, død 20. januar 1654). Hun blev af kongen kaldt 'lille Lisseken'. Som 10-årig i 1643 blev hun forlovet med den holstenske adelsmand Claus Ahlefeldt (1614-1674). De blev gift den 18. juni 1648.